# Хедър Греъм
Хедър Греъм (на английски: Heather Joan Graham) е американска актриса и модел, номинирана за награда „Сатурн“.

## Биография
Хедър Греъм е родена в семейството на писателката за деца Джоуън Греъм и Джеймс Греъм, бивш агент на ФБР. Израства в католическа среда, но с навлизането в пубертета страни от църквата. Има сестра, Ейми Греъм, която също е актриса.
Първата си важна роля получава във филма License to Drive през 1988 година. В България става известна с ролята си в сериала „Туин Пийкс“.

## Филмография
- 1984: Госпожа Софел
- 1987: Growing Pains (Сериал)
- 1987: Student Exchange (ТВ-филм)
- 1988: License to Drive
- 1988: Twins
- 1989: Drugstore Cowboy
- 1990: I Love You to Death
- 1990: Туин Пийкс (Сериал)
- 1991: Prisoners (Guilty as Charged)
- 1991: Shout
- 1992: O Pioneers! (ТВ-филм)
- 1992: Туин Пийкс: Огън, следвай ме
- 1992: Diggstown
- 1993: The Ballad of Little Jo
- 1993: Even Cowgirls Get the Blues
- 1993: Шест степени на разделение
- 1994: Desert Winds
- 1994: Mrs. Parker and the Vicious Circle
- 1994: Generation X – Don’t do it
- 1995: Toughguy
- 1995: Fallen Angels (Сериал)
- 1995: Let it be me
- 1996: Bullet Hearts (ТВ-филм)
- 1996: Outer Limits (Сериал)
- 1996: Kiss & Tell
- 1996: Swingers
- 1996: Живот сред ангели: Историята на Дороти Дей
- 1997: Nowhere
- 1997: Two Girls and a Guy
- 1997: Буги нощи
- 1997: Писък 2
- 1998: Изгубени в космоса
- 1998: Fantasy Island (Сериал)
- 1999: Остин Пауърс: Шпионинът любовник
- 1999: Боуфингър
- 2000: Committed
- 2001: Не може да бъде
- 2001: Sidewalks of New York
- 2001: От ада
- 2002: Alien Love Triangle (късометражен филм)
- 2002: Убивай ме нежно
- 2002: The Guru
- 2002 – 2003: Sex and the City (Сериал, 2 Folgen)
- 2003: Психаротерапия
- 2003: Извор на надежда
- 2004: Развитие в застой (Сериал)
- 2004: Blessed
- 2004 – 2005: Смешно отделение (Сериал)
- 2005: Wedding Bells (Cake)
- 2005: Mary – This Is My Blood
- 2006: Emily’s Reasons Why Not (Сериал)
- 2006: Ох в Охайо
- 2006: Боби
- 2006: Gray Matters
- 2006: Broken
- 2007: Adrift in Manhattan
- 2007: Dream It Out Loud
- 2008: Seymour’s Last Rule (малометражен филм)
- 2008: Alien Love Triangle
- 2008: В последната минута
- 2009: Baby on Board
- 2009: Ергенският запой
- 2009: Exterminators
- 2009: Boogie Woogie
- 2010: Father of Invention
- 2011: The Flying Machine
- 2011: Son of Morning
- 2011: 5 Days of War
- 2011: Judy Moody and the Not Bummer Summer
- 2012: About Cherry
- 2012: At Any Price
- 2013: Ергенският запой: Част III
- 2013: Compulsion
- 2013: Horns
- 2014: Flowers in the Attic
- 2014: Goodbye to All That
- 2014: Petals on the Wind
- 2014: Behaving Badly
- 2014: Секс до дупка (Сериал)